# Kolmogorowsches Null-Eins-Gesetz
Das Kolmogorowsche Null-Eins-Gesetz, auch Null-Eins-Gesetz von Kolmogorow genannt und auch in den alternativen Schreibungen Kolmogoroff oder Kolmogorov in der Literatur vertreten, ist ein mathematischer Satz der Wahrscheinlichkeitstheorie über die möglichen Wahrscheinlichkeiten von Grenzwerten. Es gehört zu den Null-Eins-Gesetzen und beschreibt somit eine Klasse von Ereignissen, die entweder fast sicher sind (also mit Wahrscheinlichkeit eins eintreten) oder fast unmöglich sind (also mit Wahrscheinlichkeit 0 eintreten).
Das Gesetz ist nach Andrei Nikolajewitsch Kolmogorow benannt.

## Formulierung
Gegeben sei ein Wahrscheinlichkeitsraum {\displaystyle (\Omega ,{\mathcal {A}},P)} sowie eine Folge {\displaystyle ({\mathcal {A}}_{n})_{n\in \mathbb {N} }} von σ-Algebren in  {\displaystyle {\mathcal {A}}}, also {\displaystyle {\mathcal {A}}_{n}\subseteq {\mathcal {A}}} für alle {\displaystyle n\in \mathbb {N} }. Sind die σ-Algebren {\displaystyle {\mathcal {A}}_{n}} alle stochastisch unabhängig voneinander, so gilt:
Die terminale σ-Algebra {\displaystyle {\mathcal {T}}} der Folge {\displaystyle ({\mathcal {A}}_{n})_{n\in \mathbb {N} }} ist P-trivial, das heißt für jedes terminale Ereignis {\displaystyle T\in {\mathcal {T}}} ist entweder {\displaystyle P(T)=0} oder {\displaystyle P(T)=1}.
Dieselbe Aussage gilt ebenso für die terminale σ-Algebra einer Folge von stochastisch unabhängigen Zufallsvariablen wie auch für die terminale σ-Algebra einer Folge von stochastisch unabhängigen Ereignissen.

## Implikationen
Seien {\displaystyle (X_{n})_{n\in \mathbb {N} }} unabhängige Zufallsvariable und {\displaystyle {\mathcal {T}}} die zu {\displaystyle ({\mathcal {A}}_{n})_{n\in \mathbb {N} }} mit {\displaystyle {\mathcal {A}}_{n}=\sigma (X_{n})} gehörige terminale {\displaystyle \sigma }-Algebra. Man zeigt leicht, dass {\displaystyle \{\omega \mid X_{n}(\omega )\;{\mbox{konvergiert für}}\;n\to \infty \}\in {\mathcal {T}}} gilt. Die Folge {\displaystyle (X_{n})_{n\in \mathbb {N} }} konvergiert oder divergiert also fast sicher. Bezeichnet im ersten Fall {\displaystyle X} den Limes, so lässt sich weiter zeigen, dass {\displaystyle X} eine {\displaystyle \sigma ({\mathcal {T}})}-messbare Zufallsvariable ist. Da {\displaystyle \sigma ({\mathcal {T}})} trivial ist, muss {\displaystyle X} notwendig konstant sein.
Außerdem lässt sich mittels des Kolmogorowschen Null-Eins-Gesetzes das Null-Eins-Gesetz von Hewitt-Savage herleiten.

## Beweisskizze
Definiert man
{\displaystyle {\mathcal {K}}_{n}:=\sigma \left(\bigcup _{i=1}^{n}{\mathcal {A}}_{i}\right){\text{ und }}{\mathcal {L}}_{n}:=\sigma \left(\bigcup _{i=n+1}^{\infty }{\mathcal {A}}_{i}\right)},
so gilt:
{\displaystyle {\mathcal {K}}_{n}} ist unabhängig von {\displaystyle {\mathcal {L}}_{n}}.
Des Weiteren ist {\displaystyle {\mathcal {T}}} in {\displaystyle {\mathcal {L}}_{n}} enthalten, also gilt
{\displaystyle {\mathcal {K}}_{n}} ist unabhängig von {\displaystyle {\mathcal {T}}} für alle {\displaystyle n}.
Dann ist auch {\displaystyle \bigcup _{i=1}^{\infty }{\mathcal {K}}_{i}} unabhängig von {\displaystyle {\mathcal {T}}} und aufgrund der Schnittstabilität folgt
{\displaystyle {\mathcal {K}}_{\infty }:=\sigma \left(\bigcup _{i=1}^{\infty }{\mathcal {K}}_{i}\right)} ist unabhängig von {\displaystyle {\mathcal {T}}}
Da allerdings {\displaystyle {\mathcal {T}}} in {\displaystyle {\mathcal {K}}_{\infty }} enthalten ist, folgt
{\displaystyle {\mathcal {T}}} ist unabhängig von {\displaystyle {\mathcal {T}}},
woraus direkt folgt, dass {\displaystyle {\mathcal {T}}} P-trivial ist.
Der Beweis für Folgen von Ereignissen oder Zufallsvariablen folgt analog, da die terminale σ-Algebra von Ereignissen und Zufallsvariablen als die terminale σ-Algebra der erzeugten σ-Algebren definiert ist.

## Verallgemeinerungen
Das Kolmogorowsche Null-Eins-Gesetz wird in der Literatur auf die folgenden Arten allgemeiner formuliert:
- Es wird nicht für Folgen von unabhängigen σ-Algebren und deren terminale σ-Algebra formuliert, sondern allgemeiner für beliebige Mengensysteme. Für die Gültigkeit der Aussage muss dabei aber neben der Unabhängigkeit noch zusätzlich die Schnittstabilität der Mengensysteme gefordert werden. Ansonsten bleibt die Aussage unverändert.[1]
- Es wird eine bedingte Version formuliert mit Rückgriff auf die bedingte Unabhängigkeit und die bedingte Wahrscheinlichkeit, wie sie über den bedingten Erwartungswert definiert wird. Dies bedeutet, man setzt

{\displaystyle P(A|{\mathcal {G}}):=\operatorname {E} (\mathbf {1} _{A}|{\mathcal {G}})}
Dann lautet das Kolmogorowsche Null-Eins-Gesetz:
Ist eine Folge von bedingt unabhängigen, schnittstabilen Mengensystemen gegeben und ist {\displaystyle {\mathcal {T}}} die zugehörige terminale σ-Algebra, so gilt:
- Es ist {\displaystyle P(T_{1}|{\mathcal {G}})P(T_{2}|{\mathcal {G}})=P(T_{1}\cap T_{2}|{\mathcal {G}})} für alle {\displaystyle T_{1},T_{2}\in {\mathcal {T}}}
- Zu jeder terminalen numerischen Zufallsvariable {\displaystyle X} existiert eine {\displaystyle {\mathcal {G}}}-messbare Zufallsvariable {\displaystyle Y}, so dass {\displaystyle X=Y} gilt.
- Für jedes terminale Ereignis {\displaystyle T} gilt {\displaystyle P(T|{\mathcal {G}})=\mathbf {1} _{T}} und es existiert ein {\displaystyle G\in {\mathcal {G}}}, so dass {\displaystyle \mathbf {1} _{T}=\mathbf {1} _{G}} ist.